# Mărtiniș, Harghita
Mărtiniș (în maghiară Homoródszentmárton, în trad. "Sfântul Martin pe Homorod") este satul de reședință al comunei cu același nume din județul Harghita, Transilvania, România.

## Așezare
Localitatea Mărtiniș este situată în partea de sud a județului Harghita, în Podișul Homoroadelor, pe valea Ghipeșului, la poalele sud-vestice a Munților Harghitei, pe drumul județean 131, Feliceni - Mărtiniș - Sânpaul.

## Scurt istoric

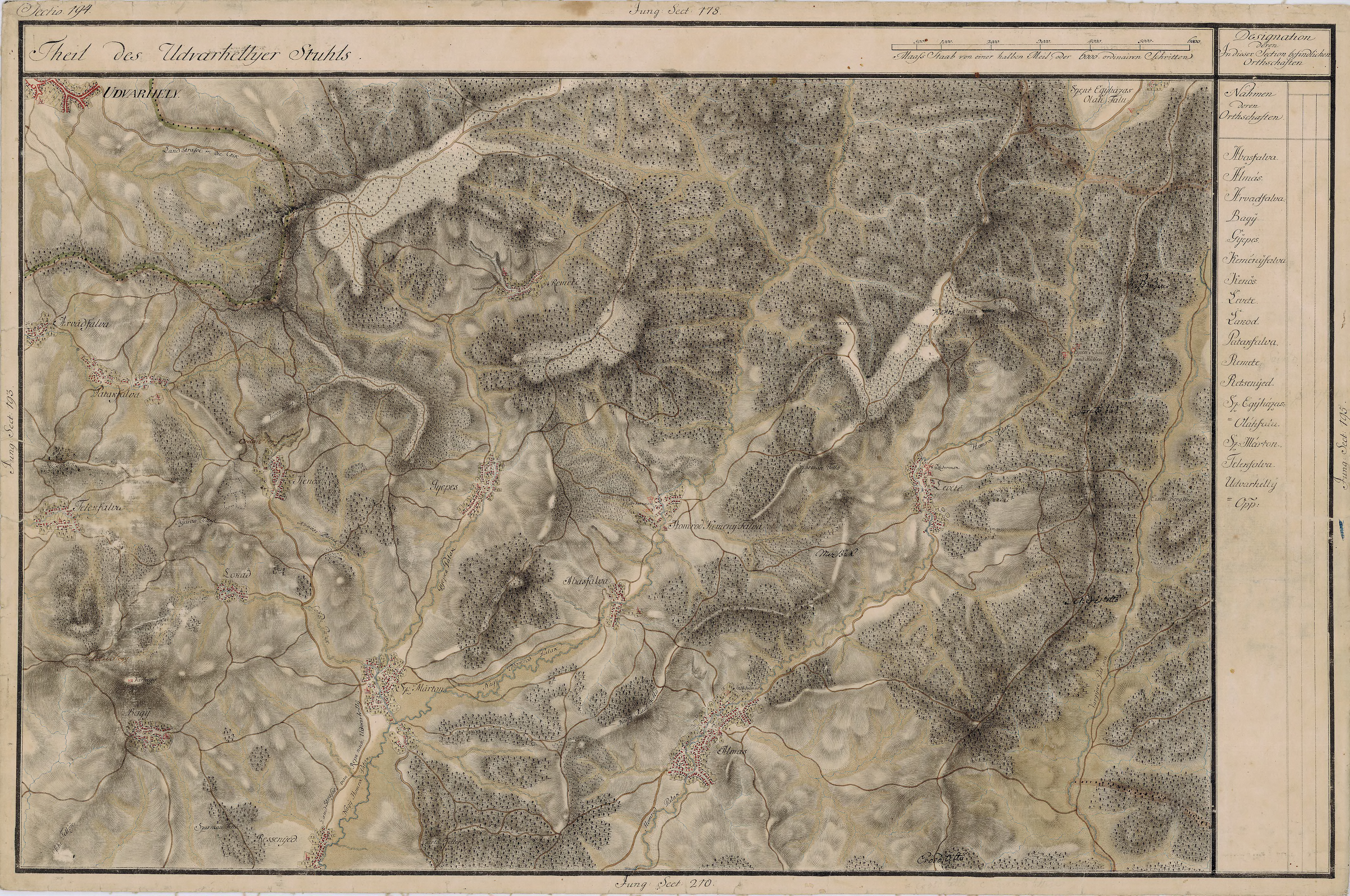
Mărtiniş pe Harta Iosefină a Transilvaniei, 1769-1773

Exploatări de sare cunoscute din antichitate sunt și cele de la Mărtiniș. 
Volker Wollmann în monografia sa asupra mineritului subliniază prezența în imediata apropiere a zăcămintelor de sare, de fiecare dată, a unei fortificații romane. Zăcămintele de sare de la Mărtiniș și Sânpaul, județul Harghita, au în apropiere castrul roman de la Sânpaul (Harghita).
În epoca romană modul de exploatare a sării a avut un caracter sezonier (din primăvară, până înspre toamnă), implicând însă asigurarea nevoilor generale ale statului pe durata unui întreg an calendaristic. Prin sarea sa, Dacia era cel puțin tot atât de importantă imperiului roman, cât pentru resursele ei de aur.
Tradiția exploatării apei sărate de către localnici (din fântâni special amenajate) și a folosirii acesteia în gospodării s-a păstrat în această zonă până în prezent.
Săpăturile arheologice făcute de-a lungul timpului pe teritoriul satului au adus dovezi materiale ale unor locuiri încă din cele mai vechi timpuri astfel, pe pârâul "Lodor" s-au găsit fragmente ceramice, fragmente de topoare de piatră și vârful unui pumnal de gresie din epoca preistorică, precum și fragmente de vase de tip Noua. 
De pe teritoriul satului mai provin topoare de piatră aparținând culturii Coțofeni, un târnacop și un pumnal de bronz din epoca bronzului, monede antice grecești și monede romane republicane. 
La vest de sat, în epoca romană a existat o așezare civilă de unde provin o inscripție, trei bucăți de bronz de la un car roman și mai multe monede imperiale romane.
Prima atestare documentară datează din anul 1333, sub numele de Sancto Martino, apoi ca Zenthmartin în anul 1487 iar în anul 1636 sub denumirea de Homorod Szent Marton.
În secolul al XIII-lea se construiește biserica medievală, monificată în secolul al XV-lea în stil gotic târziu. În anul 1613, biserica este fortificată cu zid de piatră și șase turnuri, urmând a fi dărâmată în anul 1888. 
În anul 1889, pe locul bisericii medievale se construiește actuala biserică unitariană. De la vechea fortificație s-a păstrat turnul-poartă ce servește drept clopotniță actualei biserici.
Din anul 1876, satul Mărtiniș a aparținut de Comitatul Odorhei, din Regatul Ungariei, apertenență ce se încheie în anul 1920, odată cu semnarea Tratatului de la Trianon, tratat ce prevedea stabilirea frontierelor Ungariei cu vecinii săi. 
În perioada interbelică localitatea aparține de județul Odorhei, iar din 1968, după desființarea Regiunii Autonome Maghiare, de județul Harghita.

## Economie
Economia localității este bazată pe activități în domeniul exploatării și prelucrării primare a lemnului, materialelor de construcții, prelucrării laptelui, comerț și agroturism. Activitatea de bază rămâne însă agricultura, prin cultura plantelor și creșterea animalelor.

## Atracții turistice
- Biserica reformată-calvină, construită în anul 1804
- Biserica romano-catolică, construită în anul 1889
- Conacul Biró (= Curia Ugron)[7]
- Fântâna cu apă sărată

## Personalități
- Berta Kelemenné Zathureczky (1855-1924), scriitor
- Jakab Molnár (1926-1991), scriitor
- Aldár Zoltán (1929-1978), compozitor
- Viktor Román (1937-1995), sculptor

## Localități înfrățite
- Dunavecse, Ungaria
- Zsámbék, Ungaria